# 埼玉県道415号柳生停車場線

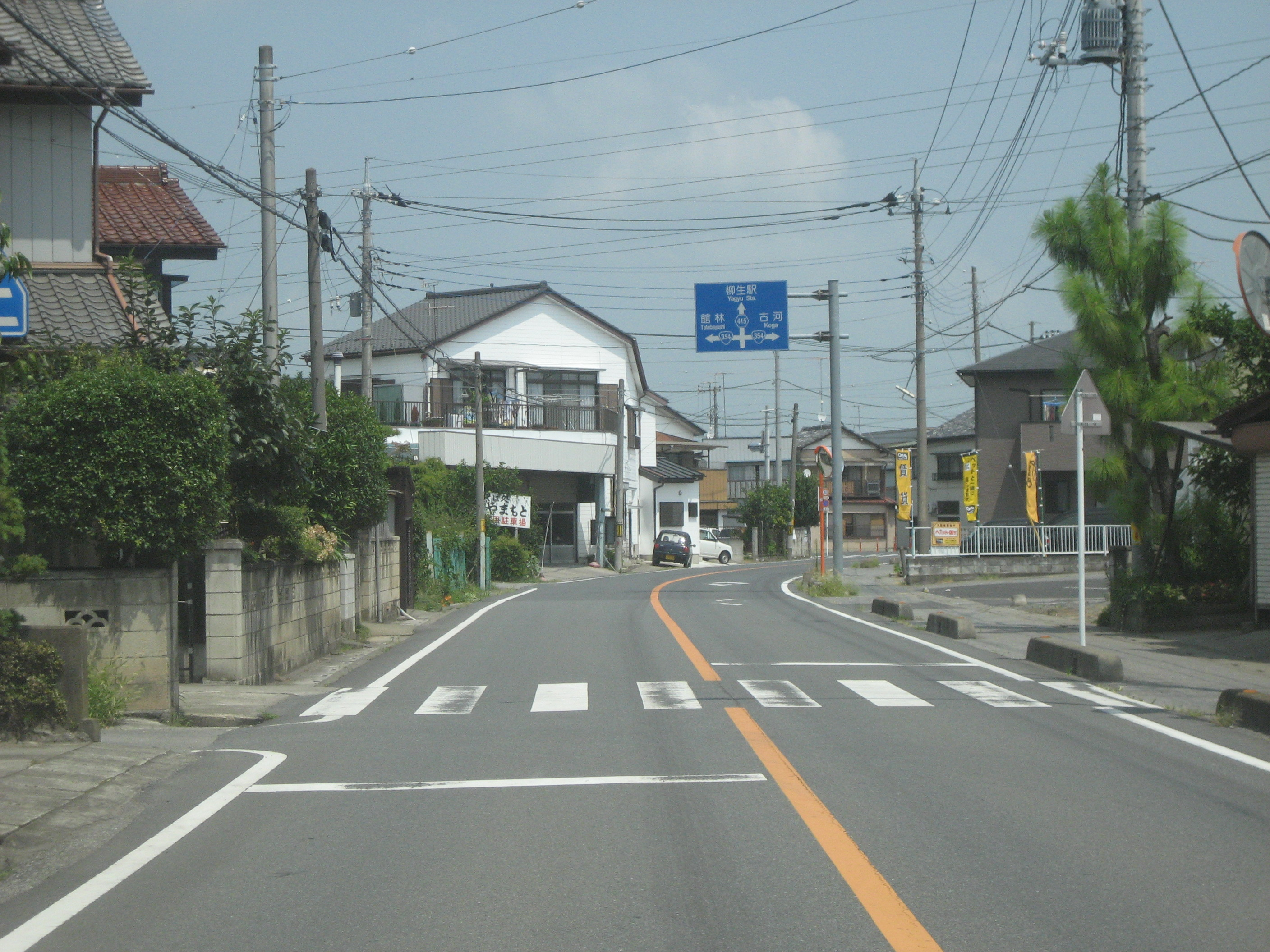
加須市内

埼玉県道415号柳生停車場線（さいたまけんどう415ごう やぎゅうていしゃじょうせん）は、埼玉県加須市内の東武鉄道日光線柳生駅西口から、同市麦倉の埼玉県道369号麦倉川俣停車場線交点までを結ぶ県道である。

## 路線概要
- 距離：1,457m
- 起点：埼玉県加須市柳生（柳生駅西口）
- 終点：埼玉県加須市麦倉（埼玉県道369号麦倉川俣停車場線交点）

## 通過する自治体
- 埼玉県
  - 加須市

## 交差する道路
- 国道354号（板倉北川辺バイパス）：（加須市柳生）

## 周辺
- 柳生駅
- 柳生沼
- 北川辺郵便局
- 合の川
- 加須市立北川辺西小学校
- 開智未来中学校・高等学校（旧埼玉県立北川辺高等学校）